# Carl Adolf Hårdh
Carl Adolf Hårdh (även Carl Adolph Hårdh eller C. A. Hårdh), född den 20 maj 1835 i Jakob och Johannes församling i Stockholm, död den 18 augusti 1875 i Helsingfors i Finland, var en svensk-finlandssvensk fotograf. 

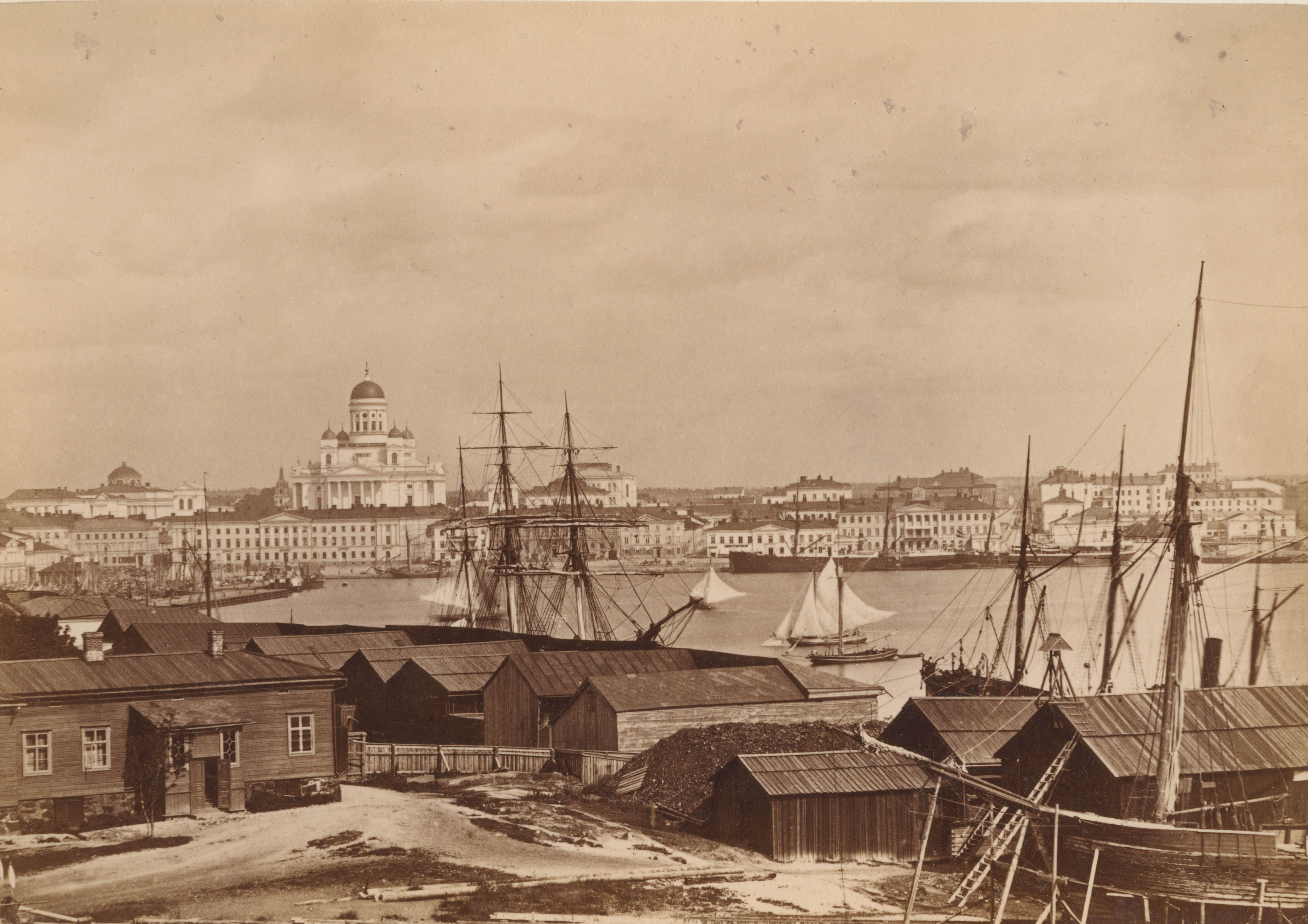
Helsingfors, med hamnen och domkyrkan, cirka 1870. Fotografi av C. A. Hårdh.

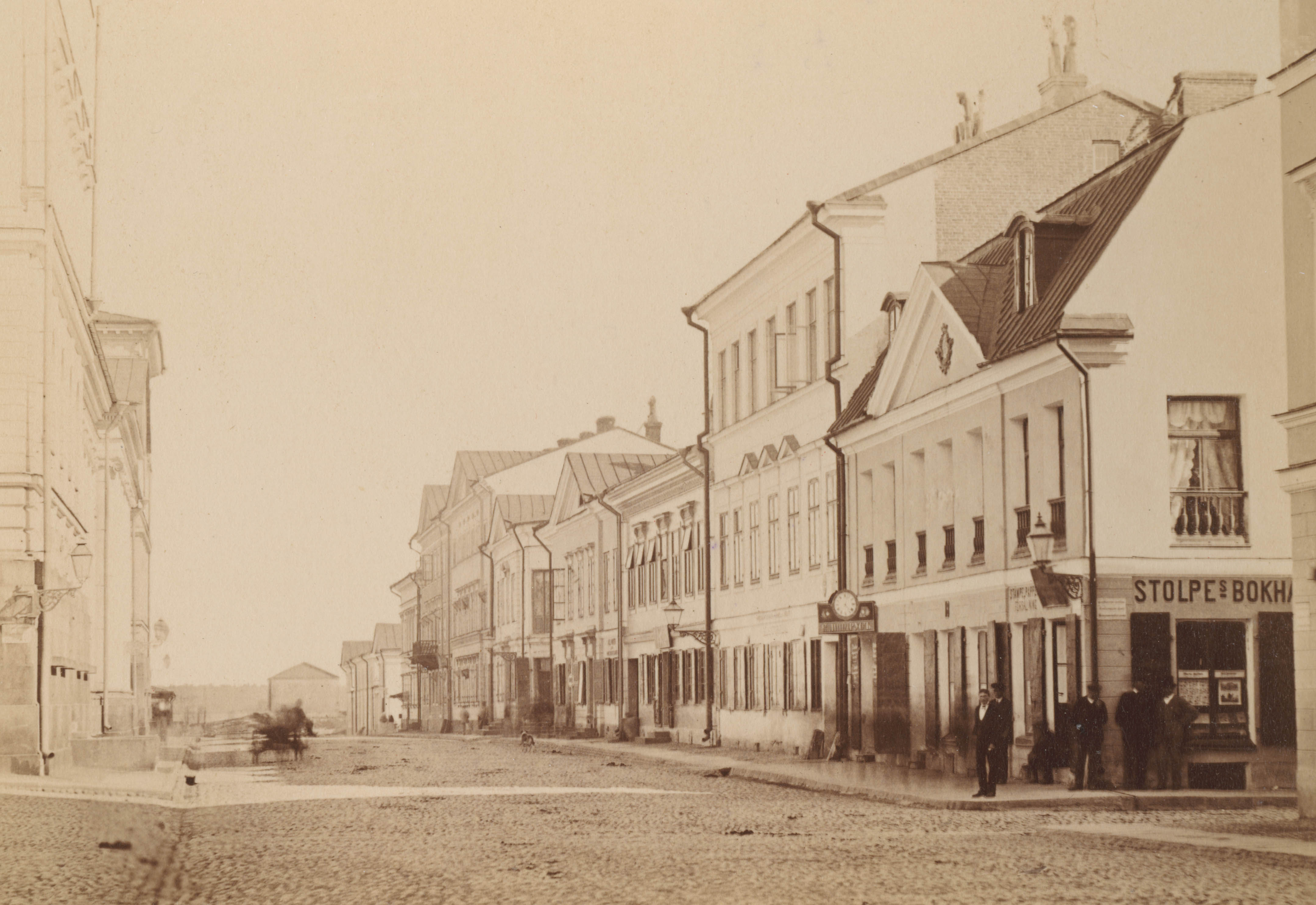
Alexandersgatan i Helsingfors, cirka 1870. Fotografi av C. A. Hårdh.

## Biografi
Carl Adolf Hårdh var son till konstnären och litografen Adolf Hårdh och hans hustru Sara Kjellman. Han följde i faderns fotspår och utbildade sig till målare vid Konstakademien i Stockholm. Möjligen efter 1855, då båda hans föräldrar var avlidna, flyttade han till Helsingfors, där han av ekonomiska skäl började arbeta som fotograf, även om han sedan aldrig helt släppte sitt måleri.
Verksamheten som fotograf skedde under namnet C. A. Hårdh. Från 1862 hade han fotoateljé i Societetshuset 35 vid Norra esplanaden 11-13, på den tiden hotell och restaurang, idag Helsingfors stadshus. En annan ateljé låg på Glogatan 3. Motiven för fotografierna var porträtt, ofta i den tidens populära visitkortsformat, samt miljö- och stadsbilder från Helsingfors med omgivningar. En del av dessa stadsbilder samlades i album, troligen till försäljning. 
Efter en långvarig sjukdom avled Hårdh 1875 i Helsingfors, 40 år gammal. Änkan Maria Hårdhs blivande nye man fotografen Fritz Hjertzell övertog verksamheten och drev den vidare i C. A. Hårdhs namn fram till 1879.

## Efterord i dåtidens tidningar
Helsingfors Dagblad skrev i en artikel vid Hårdhs död bland annat: ”Carl Adolf Hårdh hade genomgått Fria konsternas akademi i Stockholm och var en lycklig aquarellmålare, då han hit överflyttade, men konsten erbjöd då ännu icke sina idkare någon utsigt till ekonomisk bergning, varför han såsom lefnadsyrke måste omfatta fotografin, hvilken han sedan med skicklighet företrädt å vår ort. Hans smak och artistiska sinne hafva varit honom behjelpliga på detta fält. Sjelf beklagade han dock ofta, att timliga omsorger nödsakade honom till att så godt som slå ur hågen sitt egentliga kall – målarens.” 

## C. A. Hårdhs fotografier i olika samlingar
Många fotografier tagna av Carl Adolf Hårdh finns digitaliserade i den finska samlingsdatabasen och söktjänsten finna.fi. Där finns bland annat porträtt av skådespelare vid Svenska Teatern i Helsingfors, men också många stadsbilder från Helsingfors. Fotografierna är från olika arkiv- och museisamlingar i Finland. 
I Sigurd Curmans samling i Riksantikvarieämbetets arkiv finns ett fotografialbum kallat "Vyer af Helsingfors", med tio stadsbilder från 1860-talet fram till cirka 1870. Originalfotografierna har digitaliserats, och visas av Riksantikvarieämbetet på Flickr Commons.

## Bildgalleri

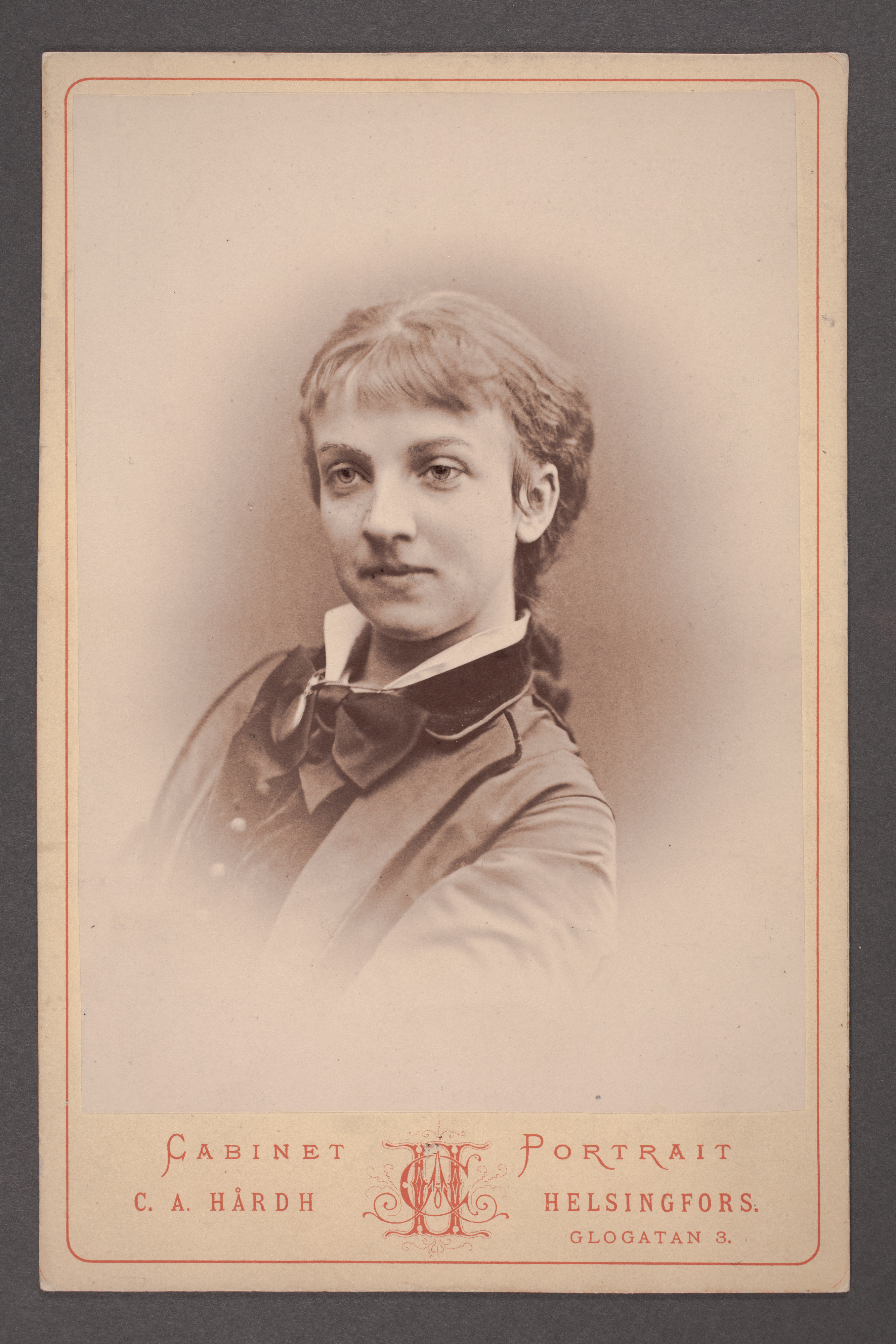
Lydia Molander (född Wessler) (1851-1929). Svensk skådespelare. Vid Svenska Teatern i Helsingfors 1874-1894. Foto från 1871.
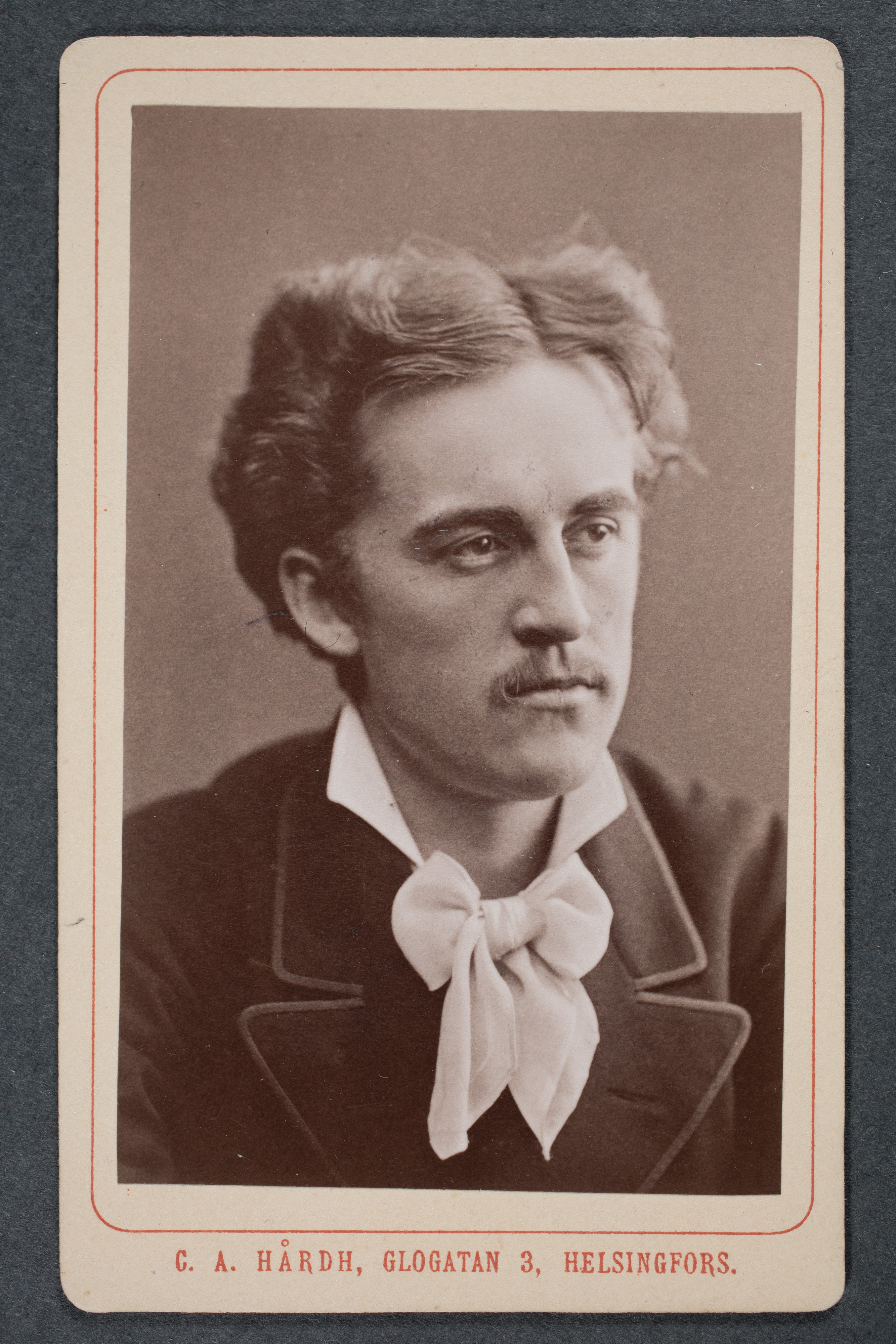
Bruno Holm (1852-1881). Finländsk operasångare. Foto från 1870.
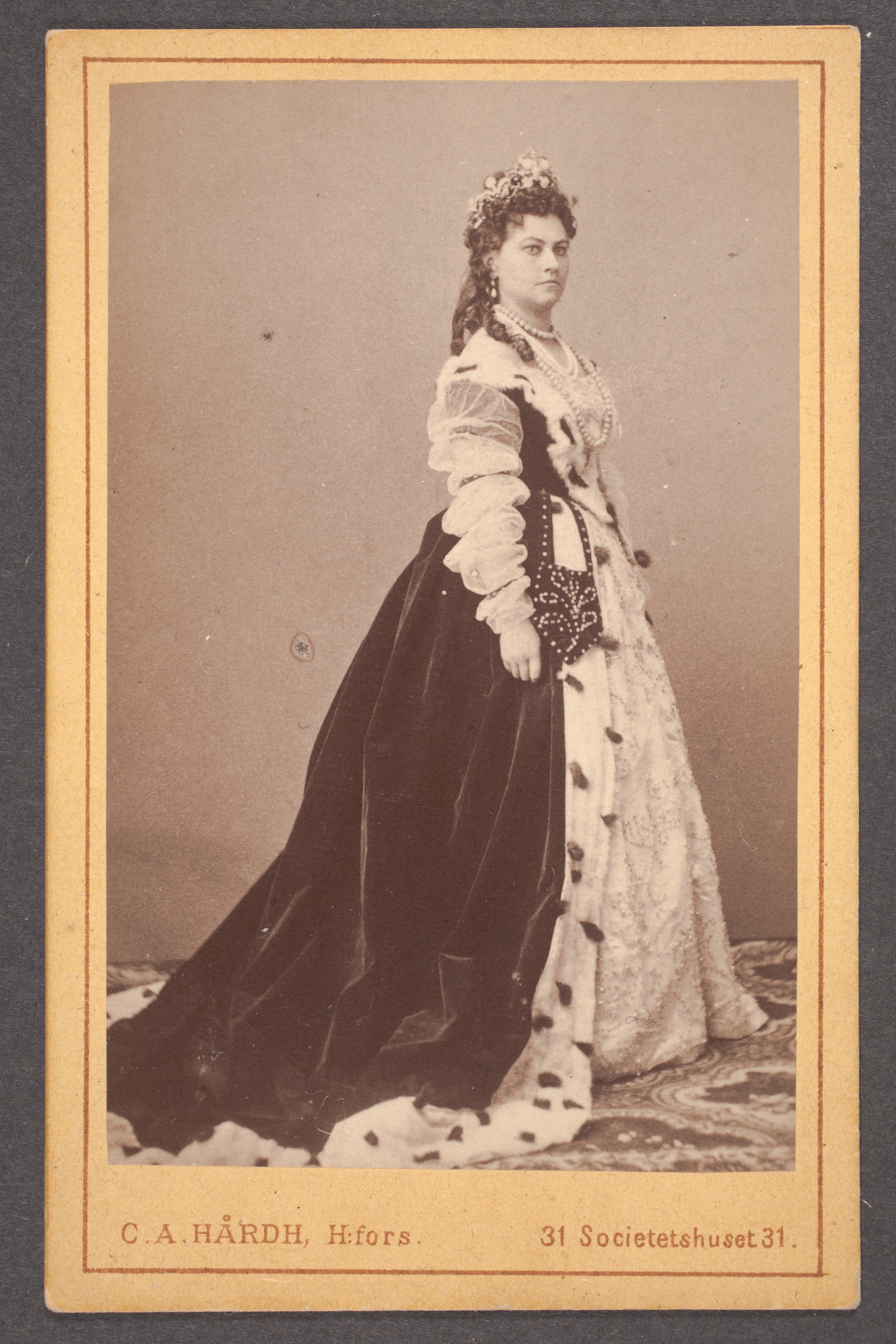
Hedvig Charlotta Raa-Winterhjelm (född Forsman) (1838-1907). Svensk skådespelare. Vid Svenska Teatern i Helsingfors 1866-1870, 1871-1872, gäst hösten 1870, 1875 och 1880. Foto från 1871.
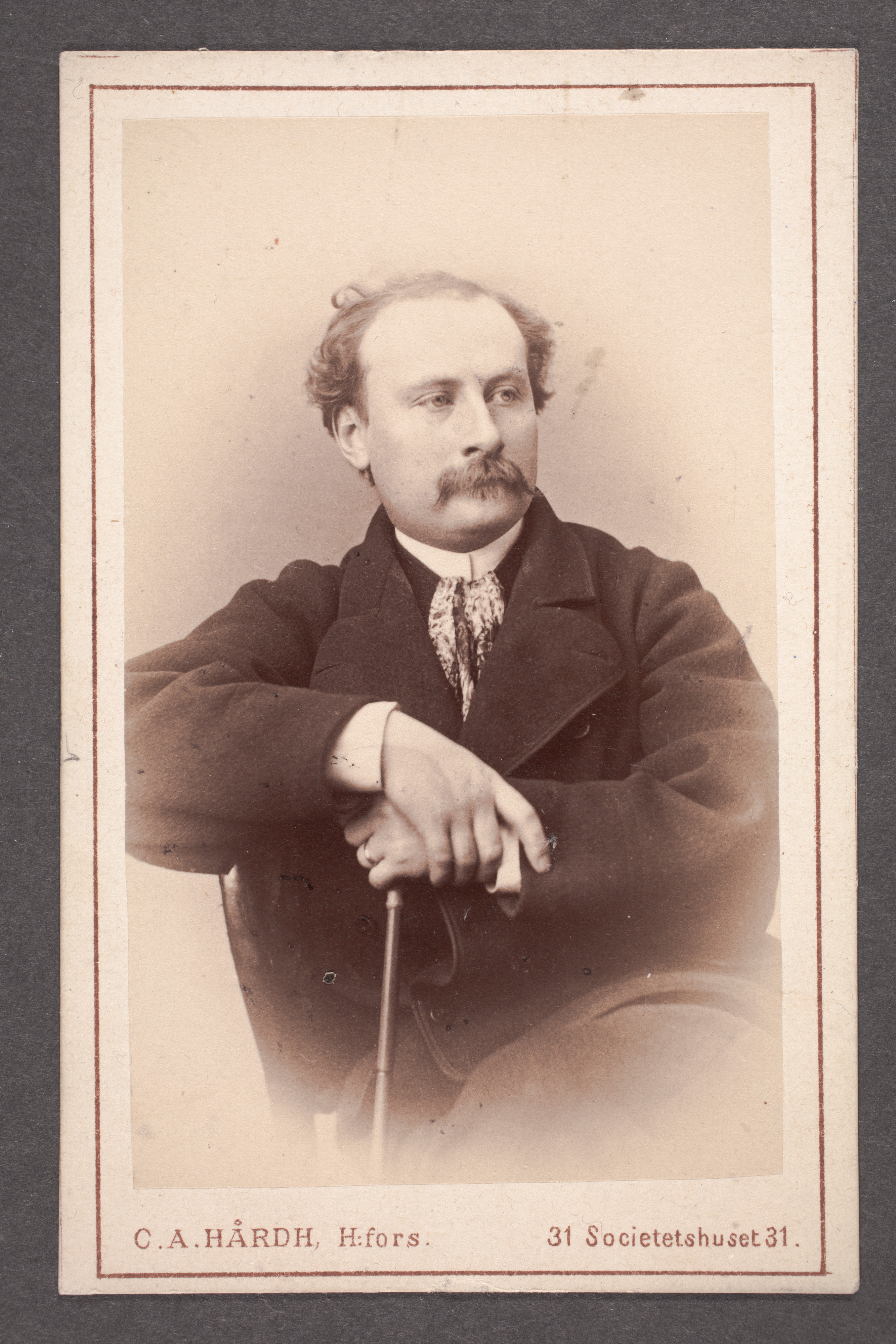
Frithiof Raa (1840-1872). Svensk skådespelare, tecknare och grafiker. Vid Svenska Teatern i Helsingfors 1866-1870, 1871-1872 och gäst hösten 1870. Foto från 1871.
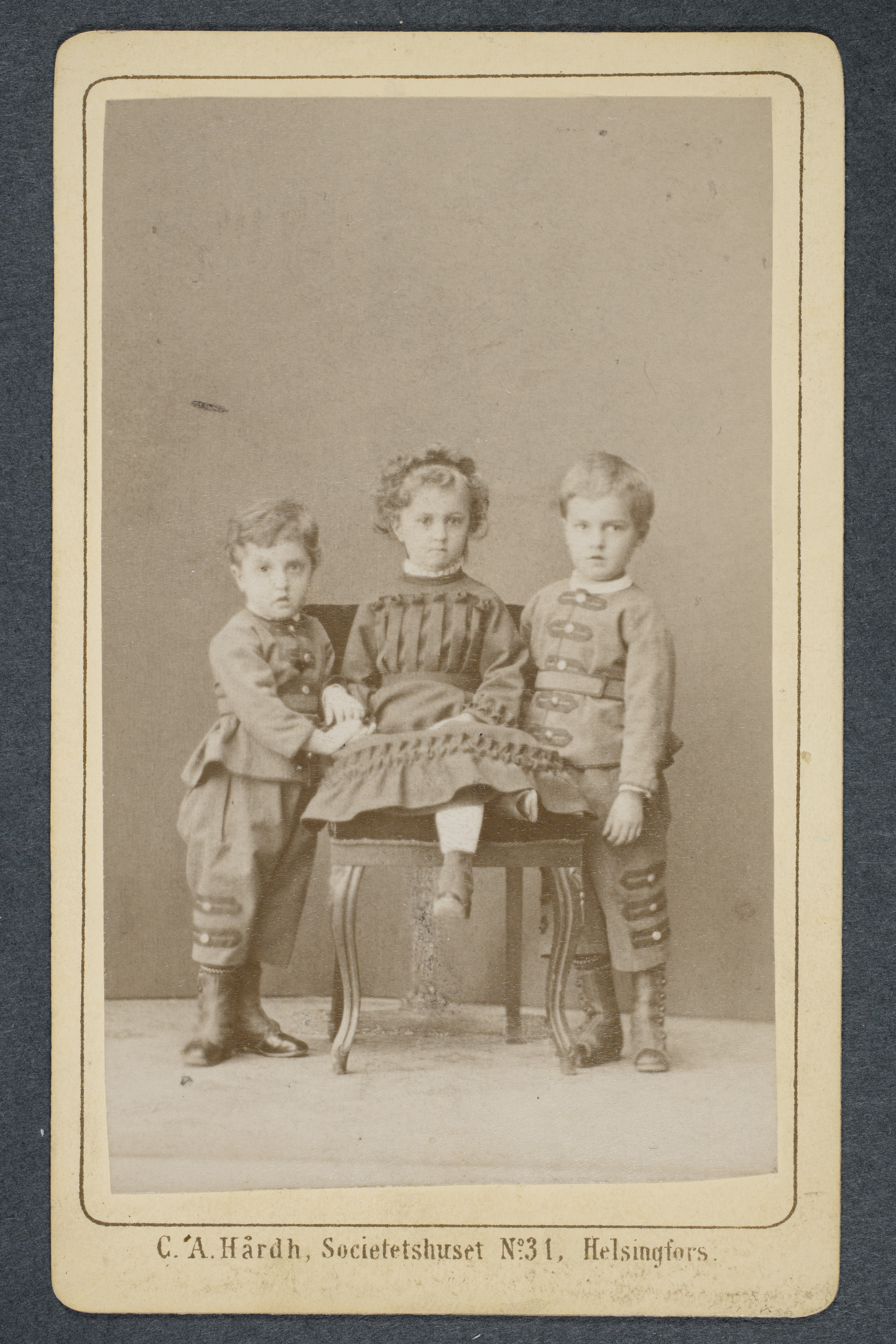
Barnen Karin Brunou, Harald Brunou och Arvid Brunou. Foto från 1874.